# جواد فیض
جواد فیض پژوهشگر ایرانی و استاد ممتاز دانشکده مهندسی برق و کامپیوتر دانشگاه تهران است. او دورهٔ کارشناسی و کارشناسی ارشد برق را در دانشگاه تبریز و دورهٔ دکتری این رشته را در نیوکاسل گذراند.
فیض برگزیدهٔ بیست و هشتمین دورهٔ کتاب سال دانشگاهی است.
وی دارای ۴ فرزند می‌باشد که یکی پسر و الباقی دختر هستند.